# 三井エージェンシー
有限会社三井エージェンシー（みついエージェンシー）は、日本の芸能事務所。日本音楽事業者協会加盟のプロダクションである。
1995年にポニーキャニオン出身の三井健生が設立。社長の三井健生は作詞家水森英夫の実の兄である。

## 主な所属アーティスト
- 山内惠介[1]
- Hina Yoshihara
- 山西アカリ（ex:水雲-MIZMO-）

## 過去に所属したアーティスト
- 夏川りみ
- 多岐川舞子
- 池田輝郎
- 白川ゆう子
- 野村未奈
- 水雲-MIZMO-

## 関連会社
- 株式会社三井ミュージック[1]
- 三井エージェンシーインターナショナル株式会社[1]